# Leopold Schindler
Leopold Schindler (* 26. April 1950 in Coburg) ist ein deutscher Chorleiter, Kirchenmusiker und Musikpädagoge. Neben seiner Lehrtätigkeit am Gymnasium Albertinum war er von 1983 bis 2005 Leiter des Konzertchor Coburg Sängerkranz e. V. 1997 gründete er am Albertinum den Kammerchor (seit 2009 eigenständig als Kammerchor Coburg), dessen Leiter er bis 2013 war.

## Leben
Nach seiner Schulzeit machte Schindler zunächst eine Ausbildung als Kaufmann. Bedingt durch die Liebe zur Musik – er nahm ab dem 10. Lebensjahr Klavierstunden – begann er anschließend das Studium der Kirchenmusik, zunächst (1969–1972) an der Fachakademie für Kirchenmusik in Bayreuth (heute Hochschule für evangelische Kirchenmusik Bayreuth), wo er die B-Prüfung als Schüler von KMD Viktor Lukas ablegte. Von 1972 bis 1974 wechselte er an die Kirchenmusikschule Esslingen (heute Evangelische Hochschule für Kirchenmusik Tübingen), wo er die A-Prüfung ablegte. Als Jahrgangsbestem bot man ihm eine Ausbildung als Konzertpianist an, was er allerdings ausschlug, um nach Coburg zurückzukehren.
1974/75 war er ein Jahr Praktikant an der  Kirche St. Moriz in Coburg unter KMD Walter und 1975 bis 1980 Kantor an der Kirche Heilig Kreuz und ab 1976 gleichzeitig Bezirkskantor im Dekanat Michelau. Die Stellenreform der evangelischen Kirche im Jahr 1980 machte es notwendig, dass er eine offene Stelle als Musiklehrer am Gymnasium Albertinum in Coburg annahm. Er war dort bis zum Ende des Schuljahres 2009/2010 als Lehrer für Orgel und Klavier sowie Musiktheorie tätig.

## Auszeichnungen
Für seine Verdienste wurde Schindler u. a. mit dem Ehrenzeichen des bayerischen Ministerpräsidenten ausgezeichnet.

## Chöre
Leopold Schindler war/ist in folgenden Chören als Chorleiter tätig:
- 1975–1980 Kantorei Heilig Kreuz
- 1976–1980 Kantorei Redwitz
- 1976–1984 Coburger Barockensemble
- 1977–1983 Heinrich-Schütz-Kreis
- 1977–1990 Gesangsverein Oberlauter (u. a. 2 Konzertreisen nach Oberiberg/Schweiz; Krönungsmesse"/Mozart; "Veni creator spirit", Deutschmann-Messe)
- 1983–1996 Unterstufenchor Gymnasium Albertinum
- 1983–2005 Konzertchor Coburg Sängerkranz e. V.
- 1984–1990 Chor des Anna Werkes
- 1996–1997 Oberstufenchor Gymnasium Albertinum
- 1997–2013 Kammerchor Coburg

| Personendaten    | Personendaten                                          |
| ---------------- | ------------------------------------------------------ |
| NAME             | Schindler, Leopold                                     |
| KURZBESCHREIBUNG | deutscher Chorleiter, Kirchenmusiker und Musikpädagoge |
| GEBURTSDATUM     | 26. April 1950                                         |
| GEBURTSORT       | Coburg                                                 |